# ریچارد راسن (فیلم‌ساز)
ریچارد راسن (انگلیسی: Richard Rosson؛ ۴ آوریل ۱۸۹۳ – ۳۱ مهٔ ۱۹۵۳) یک کارگردان فیلم، و هنرپیشه اهل ایالات متحده آمریکا بود.

## فیلم‌شناسی

### به عنوان بازیگر
- اختلاس (۱۹۱۴)
- دختر شهر کوچک (۱۹۱۵)
- دروغ (۱۹۱۴)
- باغ اسرارآمیز (۱۹۱۹)